# Invaziile mongole în Japonia

Samuraii Suenaga împotrivindu-se săgeților și bombelor mongole. Moko Shurai Ekotoba (蒙古襲来絵詞), circa 1293.

Invaziile Mongole în Japonia (元寇 Genkō) dintre 1274 și 1281 au fost evenimente majore de importanță macroistorică în ciuda eșecurilor lor finale. Aceste încercări de invazii sunt printre cele mai faimoase evenimente din istoria Japoniei și, datorită rolului lor în oprirea expansiunii mongole, sunt de asemenea evenimente cruciale în istoria lumii întregi. Multe lucrări de ficțiune se referă la aceste invazii și sunt primele evenimente în care s-au folosit cuvinte precum kamikaze sau "vânt divin". Mai mult, cu excepția celui de-al Doilea Război Mondial, aceste incercări eșuate de invazie sunt cele mai recente din istoria Japoniei în ultimii 1500 de ani.

## Resurse
- Sansom, George (1958). 'A History of Japan to 1334'. Stanford, California: Stanford University Press.

## Vezi și
- Invaziile mongole